# Cieciory (gromada)
Cieciory – dawna gromada, czyli najmniejsza jednostka podziału terytorialnego Polskiej Rzeczypospolitej Ludowej w latach 1954–1972.
Gromady, z gromadzkimi radami narodowymi (GRN) jako organami władzy najniższego stopnia na wsi, funkcjonowały od reformy reorganizującej administrację wiejską przeprowadzonej jesienią 1954 do momentu ich zniesienia z dniem 1 stycznia 1973, tym samym wypierając organizację gminną w latach 1954–1972.
Gromadę Cieciory z siedzibą GRN w Cieciorach utworzono – jako jedną z 8759 gromad – w powiecie kolneńskim w woj. białostockim, na mocy uchwały nr 17/V WRN w Białymstoku z dnia 4 października 1954. W skład jednostki weszły obszary dotychczasowych gromad: Cieciory ze zniesionej gminy Turośl, Siwiki i Poredy ze zniesionej gminy Gawrychy oraz Giętki ze zniesionej gminy Czerwone w tymże powiecie. Dla gromady ustalono 11 członków gromadzkiej rady narodowej.
Gromadę Cieciory zniesiono 31 grudnia 1961, a jej obszar włączono do gromad Turośl (wieś Cieciory oraz obszar lasów państwowych N-ctwa Kolno obejmujący oddziały 168, 169, 175–179, 186–190, 196–200), Dobrylas (wsie Poredy i Siwiki, kolonie Krasny Borek i Korwki oraz obszar lasów państwowych N-ctwa Nowogród obejmujący oddziały 32–34) i Zabiele (wieś Giętki oraz kolonie: Piasutno-Dymki, Piasutno-Kuzie, Piasutno-Ludwy, Piasutno-Łabnianki i Piasutno Trzcińskie).